# Proscratea funebris
Proscratea funebris är en kackerlacksart som beskrevs av Hermann Burmeister 1838. Proscratea funebris ingår i släktet Proscratea och familjen jättekackerlackor. Inga underarter finns listade i Catalogue of Life.